# Odbor za notranjo politiko in pravosodje Državnega zbora Republike Slovenije
Odbor za notranjo politiko in pravosodje je bivši odbor Državnega zbora Republike Slovenije.
V 3. državnem zboru Republike Slovenije je odbor nadomestil Odbor za notranjo politiko.

## Sestava
1. državni zbor Republike Slovenije
- izvoljen: 23. februar 1993
- predsednik: Vitodrag Pukl
- podpredsednik: Polonca Dobrajc
- člani: Igor Bavčar, Gabrijel Berlič, Dragan Černetič, Janez Jančar, Janez Kocijančič (do 7. februarja 1996 in od 28. maja 1996), Maksimiljan Lavrinc, Franc Lipoglavšek, Zoran Madon, Štefan Matuš, Miroslav Mozetič, Anton Peršak (od 6. oktobra 1994), Ignac Polajnar, Marijan Poljšak (6. oktober 1994-25. maj 1995), Janko Predan (do 22. junija 1995), Nada Skuk, Marjan Stanič (do 6. oktobra 1994)

2. državni zbor Republike Slovenije
- izvoljen: 16. januar 1997
- predsednik: Darja Lavtižar - Bebler
- podpredsednik: Franc Kangler
- člani: Jože Avšič, Josip Bajc, Anton Delak, Vincencij, Demšar, Polonca Dobrajc, Janez Janša, Franc Jazbec, Jelko Kacin, Janez Kramberger, Maksimiljan Lavrinc (15. maj-25. september 1997), Janez Mežan, Miroslav Mozetič, Maria Pozsonec, Ciril Ribičič, Davorin Terčon (od 15. maja 1997)
- funkcija člana: Maksimiljan Lavrinc (od 9. oktobra 1997)